# Cinisi
Cinisi est une commune italienne de la province de Palerme en Sicile.
Cinisi fut le fief de la famille mafieuse des Badalamenti dont le parrain le plus connu est Gaetano.

## L'affaire Peppino Impastato
Peppino Impastato est un jeune homme de Cinisi issu d'une famille étroitement liée à la mafia. En grandissant, l'adolescent décide de lutter contre les pratiques de la mafia, notamment en les dénonçant par l'organisation de manifestations ou la création d'un organe de presse militant et d'une radio indépendante. Son assassinat le 9 mai 1978 provoque un certain émoi. En 1997, Gaetano Badalamenti, parrain dans la commune, sera inculpé comme commanditaire du meurtre. Le film I Cento Passi (Les cent pas, Italie, 2002) de Marco Tullio Giordana retrace cet épisode tragique de la lutte contre la mafia.

## Transports
L'aéroport international de Palerme se situe entièrement sur le territoire de la commune

## Patrimoine
- Torre Mulinazzo : la tour côtière a été construite en 1552 sur ordre du vice-roi Juan de Vega sur la pointe du Mulinazzo. En 1575, l'installation d'une tonnara est autorisée mais n'a pas ou peu été active. Son démantèlement est décidé en 1867. Sa terrasse accueille des signaux lumineux de l'aéroport de Punta Raisi à proximité immédiate. Des fouilles ont mis au jour à quelques mètres les vestiges d'une installation de pêche et de transformation du poisson, active entre l'époque punique et le Moyen Âge[3].

## Administration
| Période                                  | Période  | Identité            | Étiquette | Qualité |
| ---------------------------------------- | -------- | ------------------- | --------- | ------- |
| 28 juin 2004                             | En cours | Salvatore Palazzolo |           |         |
| Les données manquantes sont à compléter. |          |                     |           |         |

### Hameaux
Punta Raisi

### Communes limitrophes
Carini, Terrasini

## Jumelages
- Osny (France)